# Xu Yuhua (judokate)
Pour les articles homonymes, voir Xu Yuhua (homonymie).
Dans ce nom, le nom de famille, Xu, précède le nom personnel.
Xu Yuhua (chinois : 徐玉华), née le 2 mars 1983 à Binzhou, est une judokate chinoise.

## Palmarès international en judo
| Jeux asiatiques     | Jeux asiatiques | Jeux asiatiques |
| Année               | Médaille        | Catégorie       |
| ------------------- | --------------- | --------------- |
| 2006                | or              | –63 kg          |
| Championnats d'Asie |                 |                 |
| Année               | Médaille        | Catégorie       |
| 2012                | bronze          | –63 kg          |